# شاهدخت (فیلم)
شاهدخت (فنلاندی: Prinsessa) یک فیلم زندگی‌نامه‌ای فنلاندی به کارگردانی آرتو هالونن است که در سال ۲۰۱۰ منتشر شد.

## بازیگران
- سامولی آدلمن
- کریستا کوسونن
- پتر فرانتسن
- پیرکا-پکا پتلیوس
- آنتی لیتیا
- پائولا وسالا
- یوانا هارتی